# Carbonea latypizodes
Carbonea latypizodes är en lavart som först beskrevs av William Nylander och fick sitt nu gällande namn av Knoph & Rambold. 
Carbonea latypizodes ingår i släktet Carbonea och familjen Lecanoraceae. Arten är reproducerande i Sverige. Inga underarter finns listade i Catalogue of Life.